# Robert Auletta
Robert Auletta, född 5 mars 1940 i New York, är en amerikansk dramatiker.

## Biografi
Robert Auletta debuterade 1976 med Walk the Dog, Willie som uppfördes av Yale Repertory Theatre i New Haven, Connecticut. Flera av hans pjäser är adaptioner av klassiska grekiska tragedier som förflyttats till nutida amerikanska krigstillstånd. Hans pjäser har spelats off-Broadway och på många teatrar runtom i USA och även flera länder i Europa. Flera av hans pjäser har uppförts av American Repertory Theater i Cambridge, Massachussetts. Hans adaption av Georg Büchners Dantons död regisserades av den internationelle stjärnregissören Robert Wilson 1992 på Alley Theatre i Houston, Texas. I Sverige spelades Ajas (Ajax) av Radioteatern 1992 i översättning av Staffan Holmgren och regi av Harald Stjerne med bland andra Marie Göranzon, Reine Brynolfsson, Anders Ahlbom Rosendahl, Stina Ekblad, Marie Richardson och Thomas Hellberg i rollerna. Pjäsen är en adaption efter Sofokles förflyttad till någon av USA:s interventioner i Latinamerika som ursprungligen hade premiär 1985 på Kennedy Center i Washington, D.C. i regi av Peter Sellars. Pjäsen var en av Aulettas internationella framgångar som även filmades för TV i Tyskland.
1983 tilldelades han Village Voice Obie Award för framstående pjäsförfattande för enaktarna Stops och Virgins. Bland övriga priser han tilldelats kan nämnas The Hollywood Drama-Logue Critics Award för Ajax 1985. Under fem år undervisade han vid Yale School of Drama. Han har också återkommande undervisat i dramatiskt skrivande vid School of Visual Arts i New York, Lee Strasberg Theatre and Film Institute i New York och på Harvard Expository Writing Program vid Harvard University i Cambridge.